# Hugh Fearnley-Whittingstall
Hugh Christopher Edmund Fearnley-Whittingstall (født 14. januar 1965) er en engelsk kok, tv-personlighed, journalist, madskribent og forkæmper for mad og klima.
Fearnley-Whittingstall var vært på madprogrammet River Cottage på den britiske Channel 4, som handlede om hans stræben efter en højere grad af selvforsyning og et simplere liv på en gård på landet i England. I programmerne fremstiller Fearnley-Whittingstall mad til sig selv, sin familie og venner af frugt, grøntsager, fisk, æg og kød fra nærområdet. Han har også kæmpet for bedre dyrevelfærd og bedre madproduktion.
Fearnley-Whittingstall etablerede River Cottage HQ i Dorset i 2004, men er siden flyttet til Park Farm nær Axminster i Devon. Hans gård er økologisk og benyttes også til en række kurser og arrangementer, ligesom den er hovedkvarter for River Cottage Cookery School. Foruden at undervise styrer Fearnley-Whittingstall menuen i River Cottage Kitchens, som er en række restauranter, der ligger i Axminster, Bristol og Winchester.